# Жулева Нонна В'ячеславівна
Нонна В’ячеславівна Жулева (Платонова) (* 20 листопада 1964 м. Суми)  — акторка, співачка в Сумському театрі драми і комедії. 

## Життєпис

### Навчання
Навчалась у сумській школі № 1 ім. 
Закінчила Сумське музичне училище ім. Д.С. Бортнянського.

### Родина
Народилась в сім’ї майстра спорту класичної боротьби Жулева В’ячеслава Кузьмича, мати  — працівниця аеропорту Жулева Раїса Григорівна.

### Акторська робота
З 1985 року працює актрисою драми та співачкою в Сумському обласному театрі ім. М.С. Щепкіна. 
Має вищу категорію в царині драми. Мріє зіграти роль Катарини за твором Вільяма Шекспіра  «Приборкання норовливої». 
| У дитинстві я думала так: "Якщо я не стану всесвітньою зіркою — акторкою чи співачкою — то життя пусте і воно буде нецікавим!". Ну, звісно, це прояв юнацького максималізму. Зараз я — акторка периферійного театру, який відомий не лише у нашому місті, але і у багатьох інших містах і навіть країнах, тому що гастролювали і в Болгарії, і в Німеччині, і людям дуже подобалося, тому що наші актори дійсно дуже сильні як професіонали. Жулева (Платонова) Н.В. |
Двічі присуджено звання «Акторки року» за головну роль Проні Прокопівни у виставі «За двома зайцями» у 2004 і Єлени у виставі «Квартет на двох» 2005. 

Жулева (Платонова) Н.В. з Володимиром Берелетом

У ролі Палашки, вистава "Конотопська відьма"

У ролі Кабато, вистава "Витівки Хануми"

Костюм для вистави "Моя парижанка"

Співає в естрадній, в академічній та народній манерах. Успішно виконує танцювальні номери. 

#### Репертуар
| Вистава                                                               | Роль                  |
| --------------------------------------------------------------------- | --------------------- |
| «Новорічні пригоди Котигорошка»                                       | Ожеледиця             |
| «Сім’я Кайдашів»                                                      | Мотря                 |
| «Новорічні пригоди кицьки Глаші»                                      | кицька Глаша          |
| «Театральні щедрівки» за мотивами твору М. Гоголя «Ніч перед Різдвом» | Солоха                |
| «Назар Стодоля»                                                       | Стеха                 |
| «Віват, фараони!»                                                     | Олена Устимівна       |
| «Весела вдова»                                                        | Міліца                |
| «Чумаки»                                                              | Настя                 |
| «Прекрасна Єлена»                                                     | Порція                |
| «Майська ніч»                                                         | Єфросінія Парамонівна |
| «Моя парижанка»                                                       | Соня                  |
| «Сужена-не огужена»                                                   | Палажка               |
| «Нічні дебати»                                                        | Покоївка              |
| «Новорічні пригоди Ємелі»                                             | Баба Яга              |
| «Летючий корабель»                                                    | Молода Баба Яга       |
| «Дюймовочка»                                                          | Жаба                  |
| «Трьохгрошова опера»                                                  | Люсі                  |
| «Витівки Хануми»                                                      | Кабато                |
| «Квартет для двох»                                                    | Олена                 |
| «Друзі із Бремена»                                                    | Отаманша              |
| «Ціаністий калій…з молоком, чи без?»                                  | Венеранда             |
| «За двома зайцями»                                                    | Проня                 |
| «Місто без кохання»                                                   | Ластівка              |
| «Тартюф»                                                              | Дарина                |
| «Конотопська відьма»                                                  | Палашка               |
| «Жила-була сироїжка»                                                  | Маслёнок              |
| «Сага про Кайдашеву сім’ю»                                            | Мотря                 |
| «Дім божевільних»                                                     | Розіна                |
| «Чарівні рукавички»                                                   | Лисичка               |
| «День народження Кота Леопольда»                                      | Кішка                 |
| «Хто сміється — тому не минеться»                                     | Палашка               |
| «Доки вона вмирала»                                                   | Діна                  |
| «Циганський барон»                                                    | Мірабелла             |
| «Оленка та солдат»                                                    | Старуха               |
| «Ніч на полонині»                                                     | Марічка               |
| «Весілля в стилі Ретро»                                               | Людмила               |
| «Дами та гусари»                                                      | Фрузя                 |
| «Віват, водевіль»                                                     | Ліза                  |
| «Чмир»                                                                | Мара                  |
| «Снігова королева»                                                    | Ворона                |
| «Кайдашева сім’я»                                                     | Мотря                 |
| «Кішкин дім»                                                          | Зле кошеня            |
| «Роз-Марі»                                                            | Служанка              |
| «Абрикосова кісточка»                                                 | Асан                  |
| «Лебедина пісня»                                                      | Амалія                |
| «Дон Жуан проти Донни Анни»                                           | Янгол                 |
| «Яремина любов»                                                       | Акуліна               |
| «Ніч під Івана Купали»                                                | Марина                |

### Родина
Чоловік  — Володимир Миколайович Платонов (професійний музикант, бас-гітарист музичного гурту «Орбіта») помер у 2001 р. Донька  — Платонова Юлія Володимирівна (модель, виконавиця східних танців, журналістка, відеоблогер).